# برنار ميتون
برنار ميتون (بالإنجليزية: Bernard Mitton)‏ (مواليد 11 سبتمبر 1954 في جنوب أفريقيا - 5 مايو 2017)، هو لاعب كرة مضرب جنوب أفريقي سابق بدأ مسيرته كمحترف سنة 1973 وكان يلعب باليد اليمنى، اعتزل اللعب في 1984. أعلى تصنيف له في الفردي كان المركز الـ 54 في سنة 1975. أعلى تصنيف له في الزوجي كان المركز الـ 20 في سنة 1984.

## الألقاب
| الرقم | التاريخ       | الدورة                    | السطح | المنافس في النهائي | النتيجة في النهائي |
| 1.    | 10 يوليو 1978 | نيوبورت، الولايات المتحدة | عشب   | جون جيمس           | 6–1, 3–6, 7–6      |
| 2.    | 19 مارس 1979  | سان خوسيه، كوستاريكا      | صلب   | توم جورمان         | 6–4, 6–4, 6–3      |

## روابط خارجية
- برنار ميتون على موقع رابطة محترفي التنس (الإنجليزية)
- برنار ميتون على موقع الاتحاد الدولي لكرة المضرب (الإنجليزية)
- برنار ميتون على موقع خلاصة التنس.كوم (الإنجليزية)